# Suora
La suora (dal latino sŏrŏr, sororis, "sorella"), nella Chiesa cattolica, è una donna che ha pronunciato voti pubblici e semplici di povertà, obbedienza e castità e che conduce vita fraterna in una congregazione religiosa canonicamente eretta dalla legittima autorità ecclesiastica.
Le congregazioni di suore di diritto pontificio sono elencate nell'Annuario pontificio.
A differenza delle monache (che emettono voti solenni e appartengono a ordini religiosi antichi), generalmente le suore non vivono in clausura ma si dedicano a opere di apostolato attivo, come l'assistenza ad anziani e ammalati o l'istruzione e l'educazione cristiana della gioventù.

## Storia

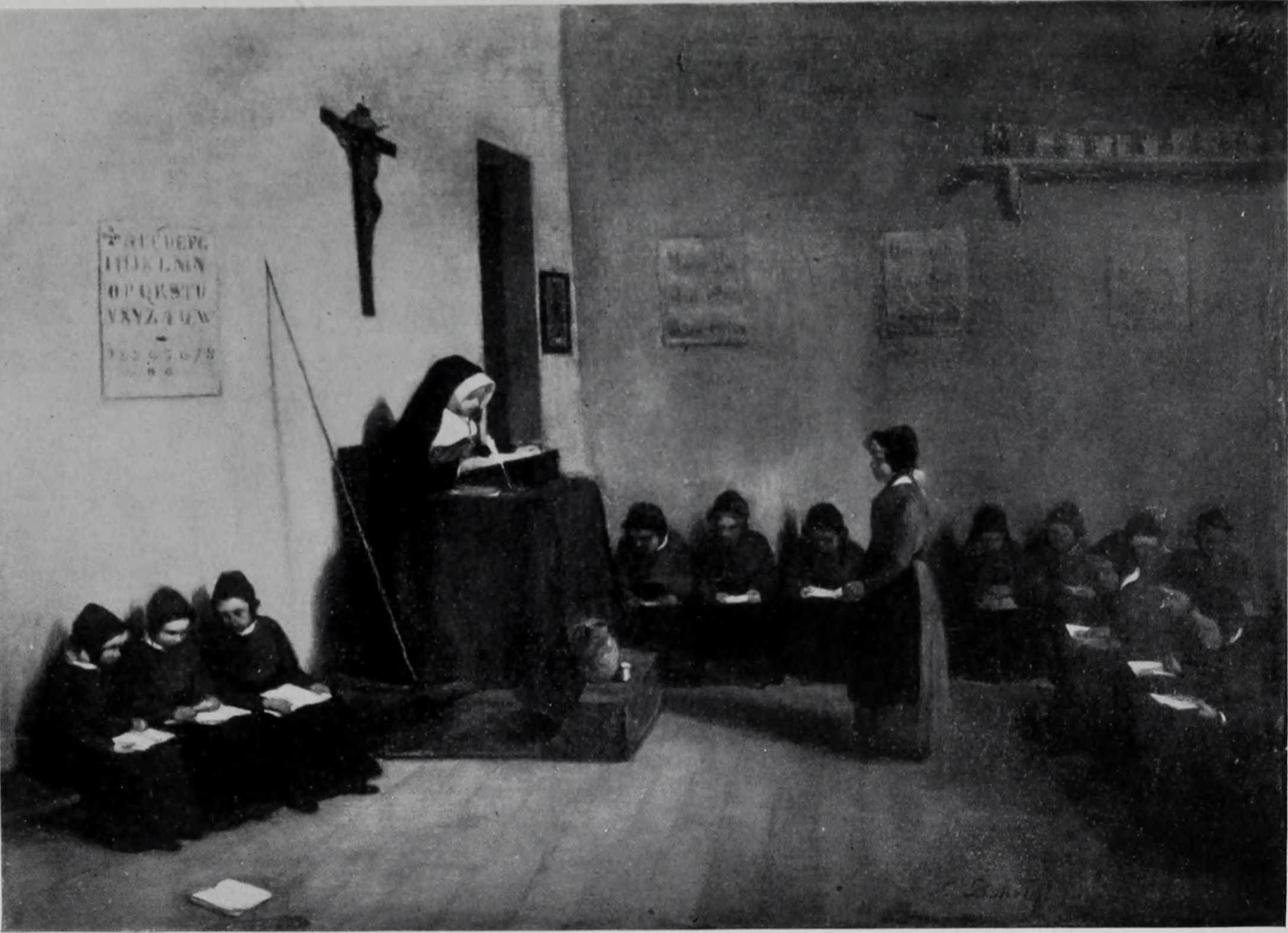
Scuola francese del 1910 gestita da suore

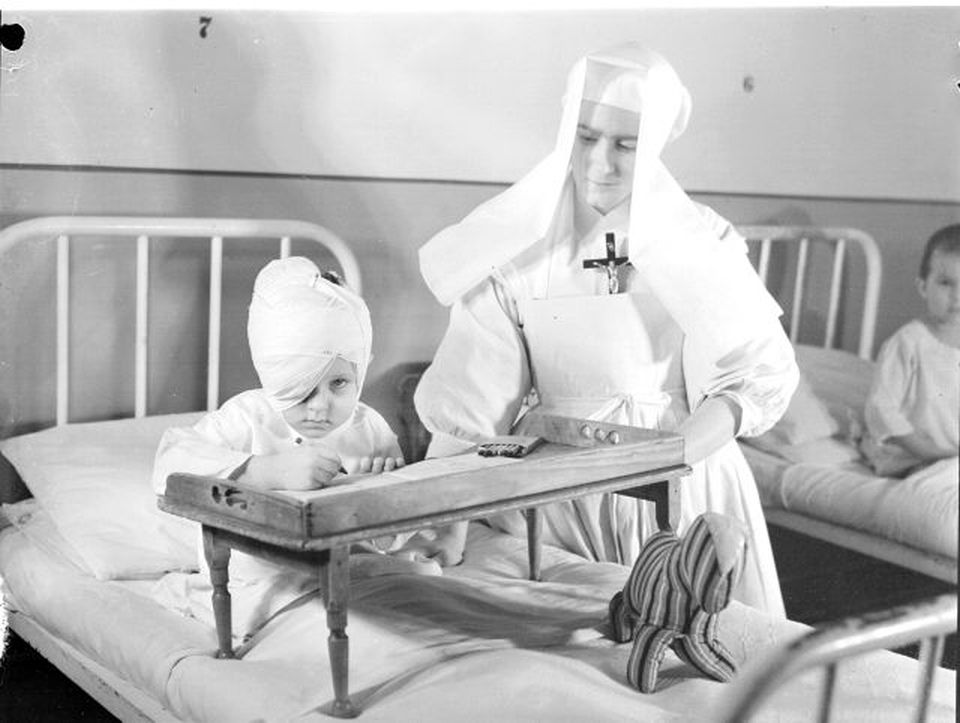
Suora in un ospedale canadese nel 1945

La Chiesa cattolica ha a lungo riconosciuto come religiose esclusivamente le monache che professavano una delle regole approvate (di san Basilio, di sant'Agostino, di san Benedetto...) ed emettevano voti pubblici in forma solenne. Per effetto del decretale Periculoso, emanato da papa Bonifacio VIII nel 1298, tale professione imponeva la stretta clausura; l'obbligo della clausura fu ribadito nel corso del Concilio di Trento e fatto applicare con maggiore severità da papa Pio V.
Benché le comunità femminili senza clausura non potessero ritenersi regolari e non potessero ottenere nessuna approvazione formale da parte della Santa Sede, accanto alle comunità monastiche si svilupparono forme di vita semi-religiosa sia durante il Medioevo (beate, beghine, gesuate, canonichesse secolari, oblate, ospedaliere, penitenti, mantellate, terziarie, ecc.) sia dopo la celebrazione del Concilio di Trento (convittrici, gesuitesse, dimesse, maestre pie, maricole, orsoline, pinzochere, ecc.); a differenza delle monache, le donne di queste comunità mantenevano un forte legame con la società mediante l'esercizio di qualche opera apostolica (cura degli orfani, assistenza agli infermi, educazione delle giovani...) e, in considerazione della loro attività, furono generalmente tollerate dalle autorità ecclesiastiche.
Nel corso del Settecento e, in misura maggiore, dell'Ottocento, tra le comunità femminili semi-religiose si svilupparono le congregazioni che, a differenza delle comunità più antiche organizzate in case autonome, assunsero una struttura centralizzata, con superiora generale, noviziato unico, divisione in province e case filiali. Le sodali delle congregazioni non erano considerate vere religiose e i loro voti non erano ufficialmente accolti dalla Chiesa in quanto voti di religione e pertanto erano chiamati "semplici".
Tale forma di vita, inizialmente solo tollerata, fu formalmente riconosciuta da papa Leone XIII con la costituzione Conditae a Christo dell'8 dicembre 1900, che riconobbe come religiose anche le appartenenti a congregazioni di voti semplici.
Per distinguere le religiose di voti solenni, appartenenti agli antichi ordini, da quelle di voti semplici, appartenenti alle congregazioni più recenti, le prime iniziarono a essere definite monache (moniales) e le seconde suore (sorores). Tale terminologia divenne ufficiale solo nel 1917, con la promulgazione del Codice di diritto canonico piano-benedettino, che definisce suore le religiose di voti semplici.
Nel 2000, le maggiori congregazioni religiose femminili di diritto pontificio erano: le Figlie di Maria Ausiliatrice (15855 membri), le Suore di Maria Bambina (5585 membri), le Suore della Misericordia delle Americhe (5400 membri), le Suore di Nostra Signora della Carità del Buon Pastore (5310 membri), le Suore Scolastiche di Nostra Signora (4659 membri), le Suore di Carità della Santa Croce (4621 membri), la Società del Sacro Cuore di Gesù (3456 membri), le Suore della Carità di Santa Giovanna Antida Thouret (3445 membri), le Piccole Sorelle dei Poveri (3251 membri), le Suore di Carità Domenicane (3087 membri), le Orsoline dell'Unione Romana (2650 membri), le Suore di San Giuseppe Benedetto Cottolengo (2390 membri), le Figlie della Sapienza (2334 membri) e le Suore del Santissimo Salvatore (2097 membri).